# Foudil Zeghouati
Foudil Zeghouati, né le 15 janvier 1949, est un homme politique algérien. Membre du Front de libération nationale, il est député de la quatrième circonscription électorale de la wilaya de Béjaïa au cours de la troisième législature (1987-1992).